# Mark Woodforde
Mark Raymond Woodforde (Adelaide, 23. rujna 1965.) je bivši profesionalni tenisač iz Australije. Najpoznatiji je kroz partnerstvo s Toddom Woodbridgeom u konkurenciji muških parova. Woodforde je rođen u Adelaideu, a profesionalno se tenisom počeo baviti 1984. Osvojio je četiri pojedinačna naslova, uključujući i dva puta turnir u rodnom gradu Adelaideu. Njegov najbolji rezultat na Grand Slamu u pojedinačnoj konkutenciji je polufinale na Australian Openu 1996. Woodforde je najpoznatiji po uspjesima u konkurenciji parova, nakon što je osvojio dvanaest Grand Slam naslova u karijeri - jedan Roland Garros, dva Australian Opena, tri US Opena, i rekordnih šest Wimbledona. Jedanaest tih pobjeda ostvario je u paru s Toddom Woodbridgeom, a jedan US Open 1989. s Johnom McEnroem. Osvojio je pet Grand Slam naslova u mješovitim parovima - jedan Roland Garros, dva Australian Opena, jedan US Open, i jedan Wimbledon, što ukupno čini 17 Grand Slam naslova u parovima.
Zajedno sa sunarodnjakom Toddom Woodbridgeom osvojio je zlatnu olimpijsku medalju na igrama u Atlanti 1996., i srebrnu medalju na igrama u Sydneyu 2000. Igrao je za australsku reprezentaciju u Davisovu kupu u tri završnice Davisova kupa, uključujući i finale 1999. godine kada je Australija pobijedila Francusku i osvojila Davisov kup nakon 13 godina. Iz profesionalnog tenisa povukao se 2000. nakon poraza od Španjolske u Davisovu kupu, a 2003. imenovan je trenerom australske Fed Cup ekipe.
U siječnju 2010. zajedno s Toddom Woodbridgeom primljen je u australski teniski "Hall of Fame" zbog svojih iznimnih uspjeha u tenisu. Kao dio ceremonije, njihovi bronzani kipovi su postavljeni zajedno s drugim velikim australskim tenisačima u Melbourne parku.

## Vanjska poveznica
- Profil na ATP-u